# Roncus gruiae
Roncus gruiae är en spindeldjursart som beskrevs av Bozidar P.M. Curcic och Dimitrijevic 2006. Roncus gruiae ingår i släktet Roncus och familjen helplåtklokrypare. Inga underarter finns listade i Catalogue of Life.